# Philip Watts (homme d'affaires)
Pour les articles homonymes, voir Philip Watts et Watts (homonymie).
Philip Beverley Watts, né le 25 juin 1945 à Leicester, est un ancien physicien britannique. Il étudia à l'Université de Leeds où il fut nommé BSc et MA.
De 2001 à 2004 il fut CEO de Shell. Depuis 2011, il est prêtre dans l'Église d'Angleterre.

## Début de la vie
Watts est né le 25 juin 1945 à Leicester et grandit dans les Midlands où son père travaille dans l'industrie textile. Il a fréquenté les lycées Wyggeston et Dixie dans le Leicestershire et l'université de Leeds où il a étudié la physique, obtenant une licence en 1968. Après l'université, il a enseigné brièvement en Sierra Leone avant de retourner à Leeds pour étudier en vue d'obtenir une maîtrise en géophysique (Diplôme national de master, en anglais Master of Arts - MA).
En 1969, Watts rejoint Shell pour qui il travaille jusqu'en 2004. De 2001 à 2004 il fut CEO de Shell.

## Carrière chez Shell
- 1969-1983 : sismologue
- 1983-1987 : directeur de l'exploration, Shell UK
- 1987-1991 : divers postes dans les opérations de liaison et de planification de la production de Shell
- 1991-1994 : directeur général, Shell Nigeria
- 1994-1995 : coordinateur régional, Shell Europe
- 1995-1998 : directeur de la planification stratégique, du développement durable et des affaires extérieures, Shell International
- 1998-2001 : directeur général et PDG de la division Exploration et production
- 2001-2004 : président

## Nigéria
Lorsque Watts était directeur général de Shell Nigeria au début des années 1990, le delta du fleuve Niger, riche en pétrole, était l'une des principales zones d'exploration du pays, et c'est là que Shell est entré en conflit avec le peuple ogoni. Le conflit avec les ogonis a finalement abouti à l'exécution par le régime nigérian du militant Ken Saro-Wiwa. En 2002, un recours collectif a été déposé par le cabinet d'avocats Berger & Montague de Philadelphie, alléguant que Shell « s'est engagée dans un commerce militarisé dans le cadre d'une conspiration avec l'ancien gouvernement militaire du Nigéria... en achetant des munitions, en utilisant ses hélicoptères et ses bateaux et en fournissant un soutien logistique pour... une incursion militaire dans l'Ogoniland destinée à terroriser la population civile pour qu'elle mette fin aux protestations pacifiques ». Shell a rejeté les allégations comme étant « sans fondement », mais Watts a été interrogé à Londres par des représentants de Berger & Montague à la mi-avril 2004, bien qu'il n'ait pas été nommé défendeur dans le procès, qui a été intenté uniquement contre la société.

## Réputation dans le monde des affaires
Watts a succédé à Sir Mark Moody-Stuart à la mi-2001 en tant que président du comité des directeurs généraux de Shell. Au sein de Shell, cette nomination a été accueillie avec une certaine surprise, car Watts, apparemment abrasif, contrastait avec son prédécesseur « patricien ». À l'extérieur, la nomination est d'abord accueillie comme un signe que Shell va prendre des mesures énergiques pour réduire les coûts, mais Watts tombe rapidement en disgrâce auprès des investisseurs institutionnels de Shell, en grande partie parce qu'il est perçu comme distant et peu communicatif. Cette impopularité se reflète au sein de Shell, où beaucoup critiquent en privé sa forme agressive de gestion et son style de communication médiocre. Son dévouement à Shell était irréprochable et il portait à la main droite une bague gravée du symbole de Shell, la coquille Saint-Jacques (Pecten maximus).
Lors de l'inauguration du Centre Shell pour la durabilité à l'université Rice de Houston en mars 2003, Watts a prononcé le discours principal en faveur du développement durable. Plus tard dans l'année, il a été fait chevalier par la reine Elizabeth II pour « services rendus aux entreprises britanniques et au Conseil mondial des entreprises pour le développement durable », dont il a été le président.

## Réserves
Moins de trois ans après avoir pris la présidence, Watts est démis de ses fonctions au début de 2004 par des révélations selon lesquelles la société avait surévalué ses réserves prouvées de pétrole et de gaz de près de 25 %.
Le 9 janvier 2004, Shell a annoncé qu'elle réduisait son estimation des réserves prouvées de pétrole et de gaz d'environ 3,9 milliards de barils, soit près de 20 % des réserves totales. Les investisseurs ont commencé à demander la démission de Watts.
Des rapports font état de mémorandums internes adressés à de nombreux cadres supérieurs de Shell quelques mois auparavant, évoquant la possibilité que les réserves prouvées de la société aient été surestimées. Watts a déclaré qu'il n'avait pas été informé de la nécessité de réévaluer les réserves avant la fin de l'année 2003. Au cours de l'année 2003, des courriels de plus en plus hargneux de Walter van de Vijver, successeur de Watts au poste de PDG de Shell Exploration and Production, ont montré clairement que les cadres supérieurs discutaient depuis un certain temps déjà des problèmes liés aux réserves. Lors d'une apparition devant un millier de membres du personnel dans la salle de sport du Centre Shell en janvier 2004, Watts a déclaré qu'il avait été informé du problème fin 2003 et que sa première réaction avait été de noter sur un bout de papier qu'il (et, par voie de conséquence, Shell) devait « obtenir les faits et faire ce qu'il fallait ».
En avril 2004, le cabinet d'avocats américain Davis Polk & Wardwell a publié un rapport sur son examen de la crise des surréservations de Shell. Selon ce rapport, des cadres supérieurs de la société, dont Watts, étaient au courant de l'insuffisance des réserves depuis le début de 2002. À la suite du rapport Davis Polk, le conseil d'administration a demandé à Watts de démissionner.
Watts (qui avait toujours déclaré qu'il avait « agi correctement et de bonne foi à tout moment ») a fait l'objet d'une enquête du Financial Services Authority (autorité britannique des services financiers - FSA) concernant son rôle dans le reclassement des réserves d'hydrocarbures de la société. En novembre 2005, la FSA a annoncé qu'elle avait clos ses enquêtes lorsque son comité des décisions réglementaires a décidé que le régulateur ne devait pas prendre de mesures. Watts s'était auparavant vu refuser l'autorisation d'engager une contre-action contre la FSA par le Financial Services and Markets Tribunal lorsqu'il a déposé une action visant à démontrer que la FSA lui avait injustement porté préjudice par des déclarations faites dans le cadre de son règlement avec Shell qui semblaient approuver les conclusions du rapport Davis Polk.
Watts a également fait l'objet d'une enquête du ministère américain de la Justice (US Justice Department) et de la Securities and Exchange Commission (SEC) pour avoir prétendument trompé le marché boursier en permettant que les chiffres surévalués des réserves soient maintenus. Ces enquêtes sont désormais closes, « sans qu'il y ait lieu de répondre ».
La Securities and Exchange Commission a proposé de nouvelles réglementations concernant la comptabilisation des réserves pétrolières qui, selon un article de Dow Jones, pourraient donner raison à Watts, puisque les changements proposés impliquent la modification d'un grand nombre des critères de la SEC relatifs aux réserves prouvées qui ont conduit Shell à une importante dépréciation.

## Retraite
Watts et sa femme vivent à Binfield, dans le Berkshire. En 2011, il est ordonné prêtre de l'Église d'Angleterre et sert comme vicaire dans sa paroisse. En octobre 2012, il est nommé prêtre responsable de l'église paroissiale de Waltham St Lawrence.